# Rhytipterna
Rhytipterna là một chi chim trong họ Tyrannidae.